# 貝爾加德站
貝爾加德站（英語：Belgard）是一個位於愛爾蘭都柏林貝爾加德的都柏林轻轨站，在2004年通車。2011年，都柏林轻轨紅線往薩格特方向支線通車，貝爾加德站成為了兩條支線的交匯站，乘客需在這衪換車前往薩格特或塔拉方向。在清晨和晚上非繁忙時間，薩格特支線的列車只會營運來往薩格特站至貝爾加德站而非直達市中心。
前进愛爾蘭公車路線76和76A均能到達此站。